# Arthur Holly Compton
Arthur Holly Compton (Wooster, Ohio, 10. rujna 1892. – Berkely, Kalifornija, 15. ožujka 1962.), američki fizičar. Od 1923. profesor u Chicagu, od 1945 do 1953. rektor Washingtonova sveučilišta u St. Louisu. Otkrio porast valne duljine rendgenskih zraka do kojega dolazi njihovim raspršivanjem na atomima elemenata male atomske mase. Godine 1923., istodobno s Peterom Debyeom, ali neovisno, objasnio tu pojavu (Comptonov učinak) srazovima fotona i elektrona, pri čemu se dio energije fotona prenosi na elektron. Otkriće Comptonovog učinka je potvrdilo da elektromagnetsko zračenje ima i valne i čestične osobine (valno-čestični dualizam), što je jedno od osnovnih načela kvantne mehanike. Compton je istraživao i specifičnu toplinu čvrstih tijela: sudjelovao je i u radovima na izgradnji prve atomske bombe (projekt Manhattan). S C. Wilsonom dobio 1927. Nobelovu nagradu za fiziku.
Compton je rođen u mjestu Wooster, Ohio, a obrazovao se na Koledžu Wooster i Sveučilištu Princeton. Godine 1923. postaje profesor fizike na Sveučilištu u Chicagu. Tijekom rada na tom radnom mjestu, upravljao je labaratorijem u kojem je izvršena prva nuklearna lančana reakcija.

## Comptonov učinak
Comptonov učinak ili Comptonov efekt je porast valne duljine elektromagnetskog zračenja raspršenoga na slobodnim elektronima. Promjena:
{\displaystyle \lambda '-\lambda ={\frac {h}{m_{e}\cdot c}}\cdot (1-\cos {\theta }),}
gdje je:
{\displaystyle \lambda } - početna valna duljina elektromagnetskog zračenja,
{\displaystyle \lambda '} - valna duljina elektromagnetskog zračenja nakon raspršenja,
{\displaystyle h} - Planckova konstanta,
{\displaystyle m_{e}} - masa elektrona (9,10938215(45)×10−31 kg),
{\displaystyle c} - brzina svjetlosti, i
{\displaystyle \theta } - kut između upadnog i raspršenoga zračenja.
Izvorno je taj porast valne duljine otkriven pri raspršenju rendgenskoga zračenja na atomima elemenata male atomske mase, kod kojih je energija vezanja elektrona zanemariva u odnosu na energije kvanta zračenja.